# Newton megye (Georgia)
Newton megye az Amerikai Egyesült Államokban, azon belül Georgia államban található. Megyeszékhelye és legnagyobb városa Covington. Lakosainak száma 112 483 fő (2020. április 1.). Newton megye Walton, Butts, Morgan, Jasper, Henry és Rockdale megyékkel határos.

## Népesség
A megye népességének változása:
| Lakosok száma | 100 056 | 100 746 | 101 299 | 102 446 | 105 473 | 112 483 |
|               | 2010    | 2011    | 2012    | 2013    | 2015    | 2020    |